# Kristi Castlinová
Kristi Castlinová (* 7. července 1988) je americká atletka, která se specializuje na 100 metrů překážek. Její osobní nejlepší čas je 12,50 sekund, který byl ustanoven 8. července 2016 během finálového běhu olympijské kvalifikace Spojených států 2016, ve kterých se kvalifikovala na letní olympijské hry 2016 umístěním na druhém místě. V roce 2012 byla americkou šampionkou na 60 metrů překážek a reprezentovala USA na mistrovstvích světa IAAF v roce 2012.